# Шарадзенидзе, Соломон Автандилович
Соломон Автандилович Шарадзенидзе (1912 — ?) — советский инженер-металлург, лауреат Ленинской премии. Член КПСС с 1943 г.
Родился в Батуми. В 1930—1932 гг. работал там же на строительстве морского порта.
Окончил Тбилисский политехнический институт им. Кирова (1937), после чего работал на комбинате Запорожсталь, на Зестафонском заводе ферросплавов.
В 1941—1945 гг. служил в РККА, участник войны, лейтенант. Награждён медалями «За оборону Кавказа» и «За победу над Германией».
В 1945—1946 гг. в Институте металлургии и горного дела АН Грузинской ССР.
С 1946 г. — на Закавказском (Руставском) металлургическом заводе: начальник мартеновского цеха, зам. главного инженера, главный инженер, с 1958 г. директор.
В 1962-1965 заместитель Председателя совнархоза Грузинской ССР, затем снова директор Руставского завода.
Лауреат Ленинской премии 1962 года за участие в механизации и автоматизации трубопрокатного агрегата «400» Закавказского металлургического завода. Заслуженный инженер Грузинской ССР (1961). Награждён орденом Ленина.
Депутат Верховного Совета Грузинской ССР 5-го и 6-го созывов. Делегат XXII съезда КПСС (1961).
Соавтор монографии: Закавказский металлургический завод имени И.В. Сталина. Н.Г. Гомелаурн, Н.В. Кашакашвили, С.А. Шарадзенидзе и др.[Монография] ISBN：(Впер.) [М.] :Металлургиздат,1959.  150 с. :ил. ;23 см.